# Pseudis laevis
Pseudis laevis är en groddjursart som beskrevs av Parker 1935. Pseudis laevis ingår i släktet Pseudis och familjen lövgrodor. IUCN kategoriserar arten globalt som livskraftig. Inga underarter finns listade i Catalogue of Life.